# Borough de Lake and Peninsula
El borough de Lake and Peninsula (en inglés: Lake and Peninsula Borough), fundado en 1989, es uno de los 19 boroughs del estado estadounidense de Alaska. En el año 2020, el borough tenía una población de 1,476 habitantes y una densidad poblacional de 0,024 habitantes por km². La sede del borough es King Salmon.

## Geografía
Según la Oficina del Censo, el condado tiene un área total de 80 049 km² (30 906,9 mi²), de la cual 61 595 km² (23 781,9 mi²) es tierra y 18 454 km² (7125,1 mi²) (23.05%) es agua.

### Boroughs adyacentes
- Área censal de Bethel - norte
- Borough de Península de Kenai - sureste
- Borough de Isla Kodiak - sureste
- Borough de Aleutians East - oeste
- Área censal de Dillingham - oeste

## Demografía
Según el censo de 2020, había 1,476 personas, 1,467 hogares y 322 familias residiendo en la localidad. La densidad de población era de 0,024 hab./km². Había 1,467 viviendas con una densidad media de 0,024 viviendas/km². El 23,3% de los habitantes eran blancos, el 1,3% afroamericanos, el 59,5% amerindios, el 3,1% asiáticos, el 0,7% isleños del Pacífico y el 12,2% pertenecía a dos o más razas. El 2,9% de la población eran hispanos o latinos de cualquier raza.

## Localidades
| - Chignik - Chignik Lagoon - Chignik Lake - Egegik - Igiugig - Iliamna - Ivanof Bay - Kokhanok - Levelock - Newhalen - Nondalton - Pedro Bay - Perryville - Pilot Point - Pope-Vannoy Landing - Port Alsworth - Port Heiden - Ugashik |